# Egidius Van Dijck
Egidius (Gilles) van Dijck (Rumst, 20 augustus 1686 - Leuven, 24 maart 1724) was een Zuid-Nederlands rooms-katholiek priester en theoloog. In 1722-23 was hij rector van de Universiteit van Leuven.

## Leven
Van Dijck was de zoon van molenaar Remigius van Dijck en Catharina de Coen. Hij liep school bij de oratorianen in Mechelen. In 1703 ging hij studeren aan de Leuvense universiteit. Hij studeerde er theologie en gedurende een jaar was hij ook lector theologie in het College van Utrecht, waar Noord-Nederlandse kandidaat-priesters werden opgeleid. In 1710 werd hij in Mechelen priester gewijd door aartsbisschop de Precipiano. Hij werd kanunnik van de Sint-Pieterskerk te Leuven en van de Sint-Pauluskerk te Luik. In 1711 studeerde hij af in de theologie en werd hij benoemd tot professor filosofie in de faculteit der Artes. In 1716 werd hij professor in de theologie en in 1718 werd hij decaan van de faculteit der Artes. 
Opmerkelijk is dat onder zijn leiding de faculteit in 1718 instemde met de pauselijke bul Unigenitus (tegen het Jansenisme). Dit gebeurde ondanks tegenkanting van verschillende professoren en ondanks het feit dat de Leuvense Universiteit was vrijgesteld van deze instemming. Deze instemming gebeurde op uitdrukkelijk verzoek van aartsbisschop d'Alsace.
Tussen augustus 1722 en februari 1723 was Van Dijck rector van de universiteit volgens een beurtrol van zes maanden. Hij was toen al ernstig ziek. Zijn been vertoonde een kankerachtig gezwel en werd afgezet. De operatie slaagde maar nadien verspreidde de kanker zich toch over zijn lichaam en na een lang ziekbed overleed Van Dijck op 39-jarige leeftijd.